# 横浜市立恩田小学校
横浜市立恩田小学校（よこはましりつ おんだしょうがっこう）は、神奈川県横浜市青葉区桂台にある公立小学校。

## 沿革
- 1985年（昭和60年）11月12日 - 学校やPTA、地域代表に恩田方面の学校建設理由説明会を実施。
- 1986年（昭和61年）
  - 2月25日 - 横浜市会にて、学校名を「横浜市立恩田小学校」と議決。
  - 7月10日 - 校舎の建設工事着工。
- 1987年（昭和62年）
  - 3月31日 - 工事竣工。引き渡しが行われる。
  - 4月1日 - 開校式、祝賀会が行われる。
  - 4月6日 - 第1回入学式挙行。
  - 7月27日 - PTAが発足する。
  - 11月12日 - この日（11月12日）を開校記念日と定める。
- 1988年（昭和63年）
  - 1月8日 - 校章が制定される。
  - 3月17日 - 校庭整備工事着工。
  - 3月19日 - 第1回卒業証書授与式挙行。
  - 5月17日 - 校庭整備完了。
- 1989年（平成元年）
  - 8月25日 - 校長室増築工事開始。
  - 8月31日 - 校舎の増築工事が開始される。
- 1990年（平成2年）4月3日 - 増築校舎が完成。
- 1991年（平成3年）11月9日 - 創立5周年記念式挙行し、祝賀会開催。
- 1993年（平成5年）3月31日 - クラス増により、2階多目的ホールを教室に改修。
- 1994年（平成6年）3月31日 - クラス増により、3階多目的ホールを教室に改修。
- 1995年（平成7年）3月31日 - クラス増により、図書室を2教室に改修。プレハブ図書室増築。
- 1996年（平成8年）11月2日 - 創立10周年記念式挙行し、祝賀会開催。
- 2000年（平成12年）12月 - パソコン10台配当し、インターネット接続。
- 2001年（平成13年）3月 - プール全面塗装工事実施。
- 2002年（平成14年）3月 - 裏門改修工事実施（ステンレス製）。
- 2004年（平成16年）
  - 3月 - 防犯カメラ設置。
  - 8月20日 - 青葉ミーオクラブ校に認定される。
- 2005年（平成17年）3月 - 緊急連絡システム設置。
- 2007年（平成19年） - 創立20周年記念事業実施。
- 2013年（平成25年） - 校務処理システム開始。奈良中学校職場体験受け入れ開始。
- 2014年（平成26年）
  - 4月 - 児童支援専任設置。
  - 6月 - 青葉区制20周年記念航空写真撮影実施。

## 学校行事
- 4月 入学式
- 3月 卒業式

## 通学区域と進学先中学校
出典

### 通学区域
- 横浜市青葉区
  - 恩田町（2500番地〜2884番地）
  - 桂台2丁目（13番地〜40番地）
  - すみよし台（全域）
  - 若草台（22番地1号〜22番地3号、22番地5号〜22番地終り）

### 進学先中学校
- 横浜市立奈良中学校

## 周辺
- 神奈川県立田奈高等学校 - 横浜市道をはさんで、校地西側に隣接。
- 横浜市立桂台二丁目公園 - 横浜市道をはさんで、校地東側に隣接。
- 横浜市立桂台二丁目第三公園
- 桂台二丁目中自治会会館
- 三菱ケミカルScience&InnovationCenter

## アクセス
- 東急バス「青61」・「青118」の各系統で、「田奈高校」停留所下車後、校地北側の門まで、
  - 日体大行・奈良北団地折返場行のりばから、徒歩約375m・約6分。
  - 青葉台駅行のりばから、徒歩約380m・6分。
- 東急電鉄こどもの国線恩田駅から、校地南側の正門まで、徒歩約1.6km・約25分。
  - 学校敷地から駅構内まで、最短では約920mほどだが、道路形状と駅入口設置箇所の関係で、遠廻りを強いる。